# Haraldr Guðrøðarson
Haraldr Guðrøðarson en vieux norrois nommé également Harald II de Man fut roi de l'île de Man de 1249 à 1250.

## Contexte
Harald II de Man est le fils de Godred Don de Man. Il émet des prétentions au trône à la mort de Harald de Man lors de la désignation de Ragnald II de Man.
Après s'être assuré la complicité d'une autre prétendant le «Chevalier » Ivarr de Man Il fait assassiner le roi Ragnald II de Man après un règne de seulement 40 jours le 30 mai 1249.
Il est rapidement convoqué chez son suzerain le roi Håkon IV de Norvège qui refuse de reconnaitre son usurpation et il est déposé.